# Tị Thử Sơn Trang
Tị Thử Sơn Trang (giản thể: 避暑山庄; phồn thể: 避暑山莊; bính âm: Bìshǔ Shānzhuāng; nghĩa đen 'Trang trại trên núi để tránh nóng'; Mãn Châu:  Halhūn be jailara gurung) hay Ly Cung (离宫; 離宮; Lígōng) là một tổ hợp của cung điện và vườn hoàng gia nằm ở huyện Thừa Đức, tỉnh Hà Bắc, Trung Quốc. Đây là công trình được coi là đỉnh cao của một khu vườn trên núi với sự phong phú của phong cảnh và kiến trúc từ đền, chùa, cung điện, vườn. Nó là một trong bốn lâm viên nổi tiếng nhất Trung Quốc và được UNESCO công nhận là Di sản thế giới, một Di tích quốc gia và là một thắng cảnh cấp quốc gia được xếp hạng 5A.

## Lịch sử
Được xây dựng từ năm 1703 đến 1792 dưới triều đại nhà Thanh, Tị Thử Sơn Trang phải mất đến 89 năm để hoàn thành. Tổng diện tích của nó là 5,6 kilômét vuông (2,2 dặm vuông Anh), chiếm gần một nửa diện tích của đô thị Thừa Đức. Đây là một khu phức hợp rộng lớn gồm các cung điện, các tòa nhà hành chính và các công trình nghi lễ mang nhiều phong cách kiến trúc khác nhau cùng các khu vườn hoàng gia hòa quyện hài hòa trong một cảnh quan của hồ, đồng cỏ và núi rừng.
Các hoàng đế nhà Thanh từ Khang Hy, Càn Long, Gia Khánh thường đến đây vài tháng trong năm để tránh cái nắng nóng mùa hè ở Bắc Kinh nên khu vực cung điện nằm ở phía nam của Tị Thử Sơn Trang và thiết kế của nó khá giống với Tử Cấm Thành. Trong suốt khoảng thời gian trị vì của mình, hoàng đế Khang Hy đã dành 12 mùa hè tại đây, trong khi con số này của hoàng đế Càn Long là 52. Hai vị vua khác là Gia Khánh và Hàm Phong đều đã băng hà tại đây vào năm 1820 và 1861.
Năm 1912, Trung Hoa Dân Quốc thành lập và sơn trang là một phần của tỉnh Nhiệt Hà, trở thành nơi ở thường xuyên cho nhiều Nhiệt Hà đô thống là Hùng Hy Linh và Vương Hoài Khánh. Năm 1933, quân đội Nhật chiếm đóng Nhiệt Hà và sáp nhập nó vào Mãn Châu quốc. Đã có khoảng 130.000 đồ vật trong sơn trang đã bị lấy đi. Do bảo vệ kém nên nhiều tòa nhà đã bị hư hại nghiêm trọng, một số còn bị phá hủy như rừng Sư Tử (狮子林), Đông Cung (东宫).
Năm 1949, chính phủ Công hòa Nhân dân Trung Hoa đã tiến hành sửa chữa và có những biện pháp để bảo vệ di tích này. Ngày 4 tháng 3 năm 1961, Tị Thử Sơn Trang được đưa vào danh sách Di tích lịch sử và văn hóa cấp quốc gia trong đợt thứ nhất. Từ năm 1976 đến 2006, đã có ba đợt tiến hành sửa chữa được diễn ra. Năm 1994, Tị Thử Sơn Trang cùng với Ngoại Bát Miếu đã được UNESCO công nhận là Di sản thế giới của nhân loại.

## Danh thắng
Nguyên tên của nó là Nhiệt Hà Hành Cung, còn người đời hay gọi là Thừa Đức Ly Cung (hành cung hay ly cung là cung điện dành cho vua nghỉ ngơi khi xuất du). Sơn Trang có tổng diện tích 5,6 kilômét vuông (2,2 dặm vuông Anh) nằm dọc theo phía tây thung lũng. Diện tích xây dựng là 100.000 mét vuông với 120 nhóm công trình, ba đồi cao nằm xung quanh tường dài 10 kilômét (6,2 mi), giống hình dạng của Vạn Lý Trường Thành thu nhỏ. Quần thể gồm hai bộ phận lớn: khu cung điện và khu vườn cảnh. Khu cung điện bao gồm bốn kiến trúc có phong cách cổ phác và điển nhã: Chính Cung, Đông Cung, Tùng Hạc Trai, và Vạn Hác Tùng Phong. Khu vườn cảnh được chia thành cảnh quan hồ, núi, đất bằng. Sơn Trang có nhiều lâu đài điện các, am, miếu, chùa, đạo quán và là khu vườn hoàng gia lớn nhất Trung Quốc. Nhiều người còn cho rằng, nó là hình ảnh thu nhỏ của đất nước Trung Quốc khi những hồ nước ở phía đông nam, núi non ở tây bắc và phong cảnh đồng cỏ, rừng. Tị Thử Sơn Trang không chỉ mang giá trị về thẩm mỹ cao mà còn là nơi ghi dấu của nhiều công trình lịch sử hiếm hoi về sự kết thúc của chế độ Quân chủ chuyên chế ở Trung Quốc.
Một số cảnh quan tiêu biểu của Tị Thử Sơn Trang gồm:
- Tam thập lục cảnh: Hai vị hoàng đế Khang Hy và Càn Long mỗi người đã xây dựng 36 tòa nhà và công trình
- Lệ Chánh môn: Là cổng chính của khu vực cung điện được xây dựng vào Càn Long năm thứ 19 (1754)
- Chính cung: Gồm Tiền cung và Hậu cung. Trong đó có Đạm Bạc Kính Chẩn điện là nơi hoàng đế gặp gỡ các quan lại và sứ thần. Công trình được xây dựng bằng gỗ Trinh nam và không được sơn nên được gọi là "Trinh nam điện". Đây là nơi hoàng đế tổ chức cuộc họp, xử lý các vấn đề chính trị, và tổ chức các nghi lễ chính.
- Yên Ba Trí Sảng điện: Là phòng ngủ của hoàng đế được xây dựng vào năm Khang Hy thứ 50 (1711). Đây là khu vực đất vừa cao vừa thoáng và có không khí trong lành và là cảnh đầu tiên của Khang Hy. Đây là nơi hoàng đế Gia Khánh băng hà vào tháng 9 năm 1820. Vào ngày 28 tháng 10 năm 1860, hoàng đế Hàm Phong đã ký Điều ước Bắc Kinh tại gian phía tây.
- Tùng Hạc Trai: Được xây dựng vào Càn Long năm thứ 14 (1749) dành cho Thái hậu.
- Mặc Hác Tùng Phong: Bao gồm 6 tòa nhà được xây dựng vào năm 1708 là khu vực tòa nhà sớm nhất được xây dựng. Đây là nơi giải quyết các vấn đề của đất nước. Đây là nơi mà Ung Chính và sau đó là Càn Long từng sống khi còn nhỏ.
- Hồ Châu Khu: Là một hồ nước nằm ở phía bắc khu vực cung điện mang kiến trúc của một khu vườn Giang Nam. Nó bao gồm 9 hồ nhỏ với 10 đảo nhỏ được kết nối bởi các cây cầu nhưng ngày nay chỉ còn 7 hồ và 8 đảo

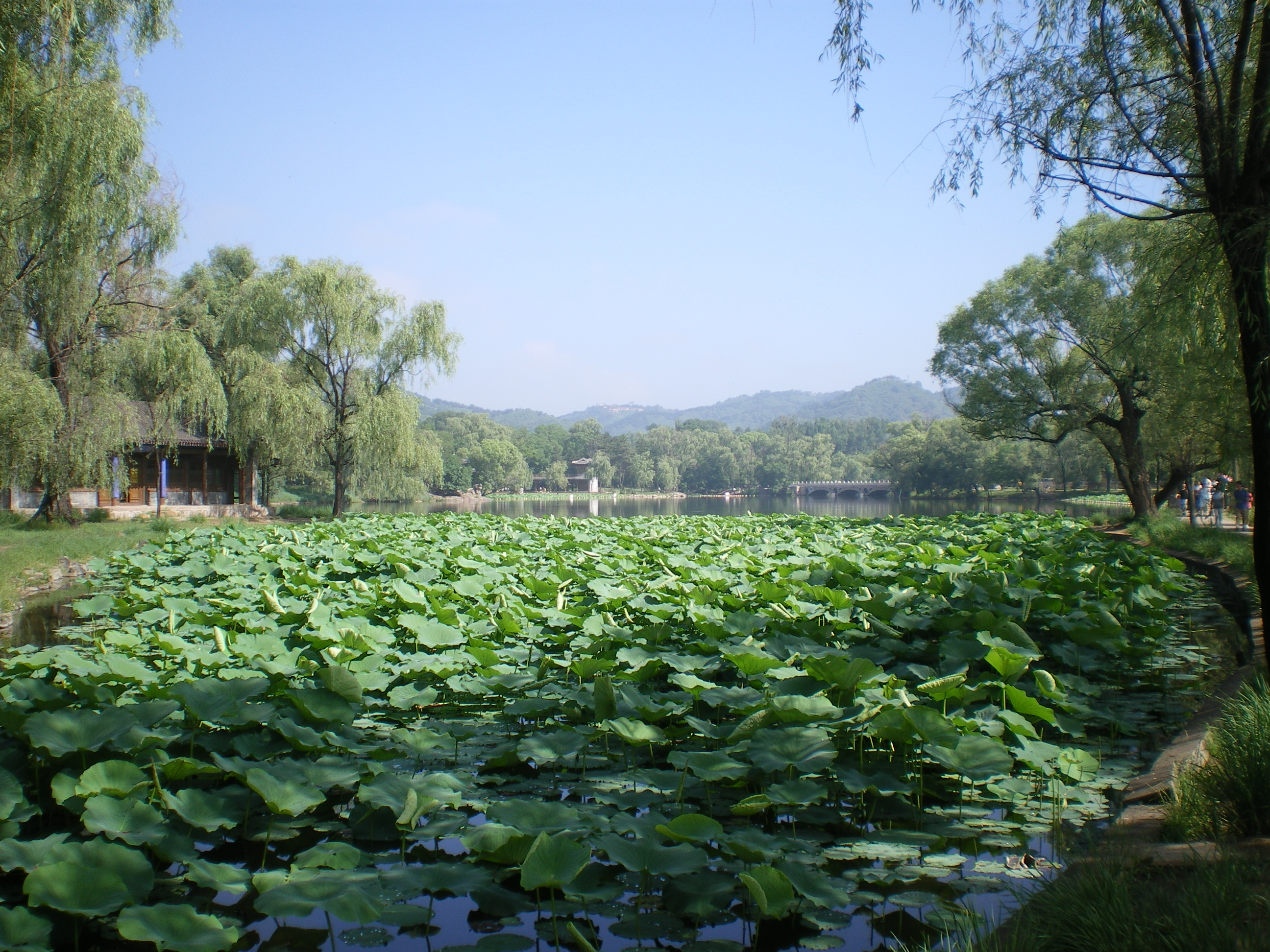
Hồ Châu Khu
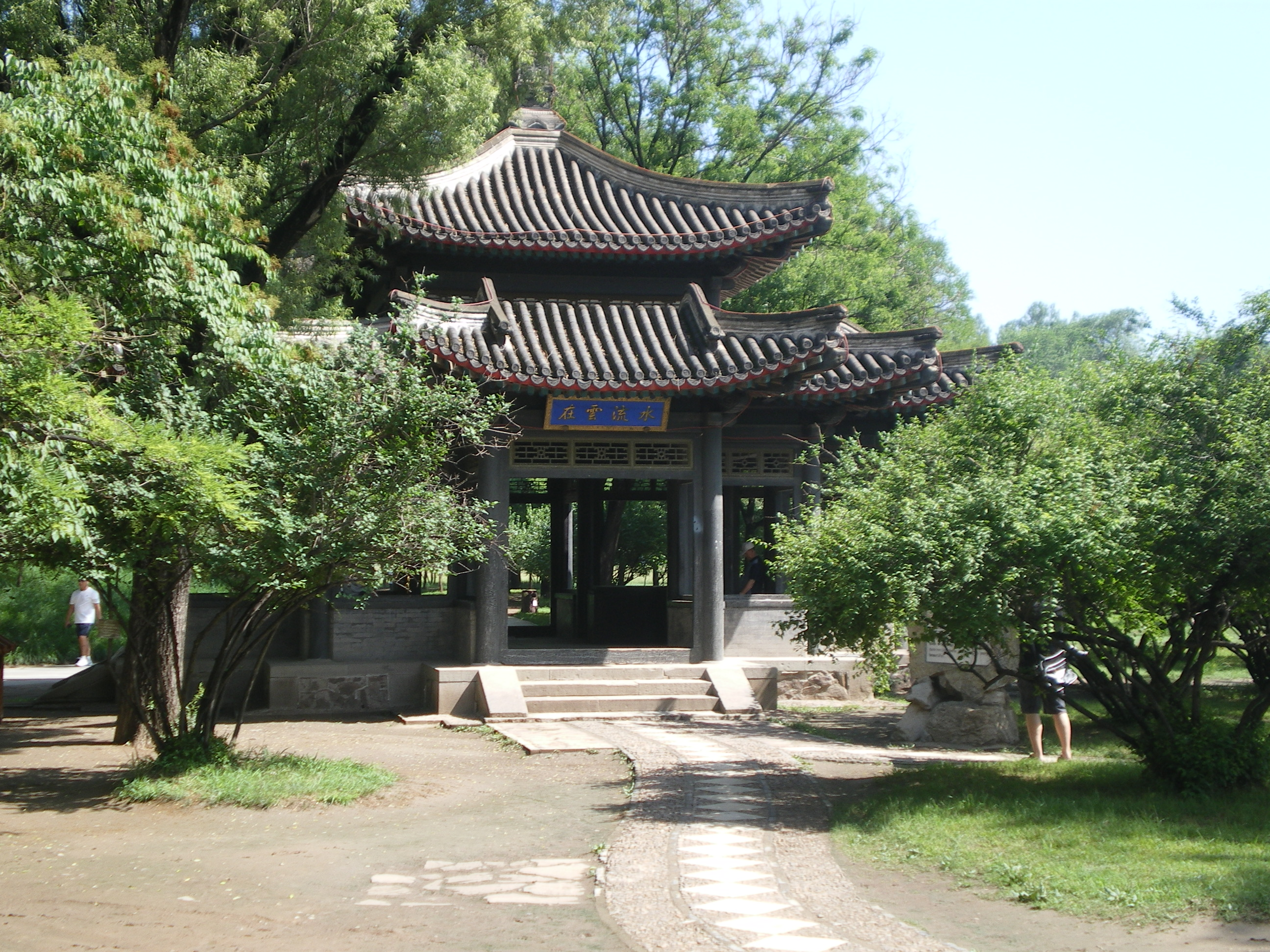
Một trong nhiều vọng lâu
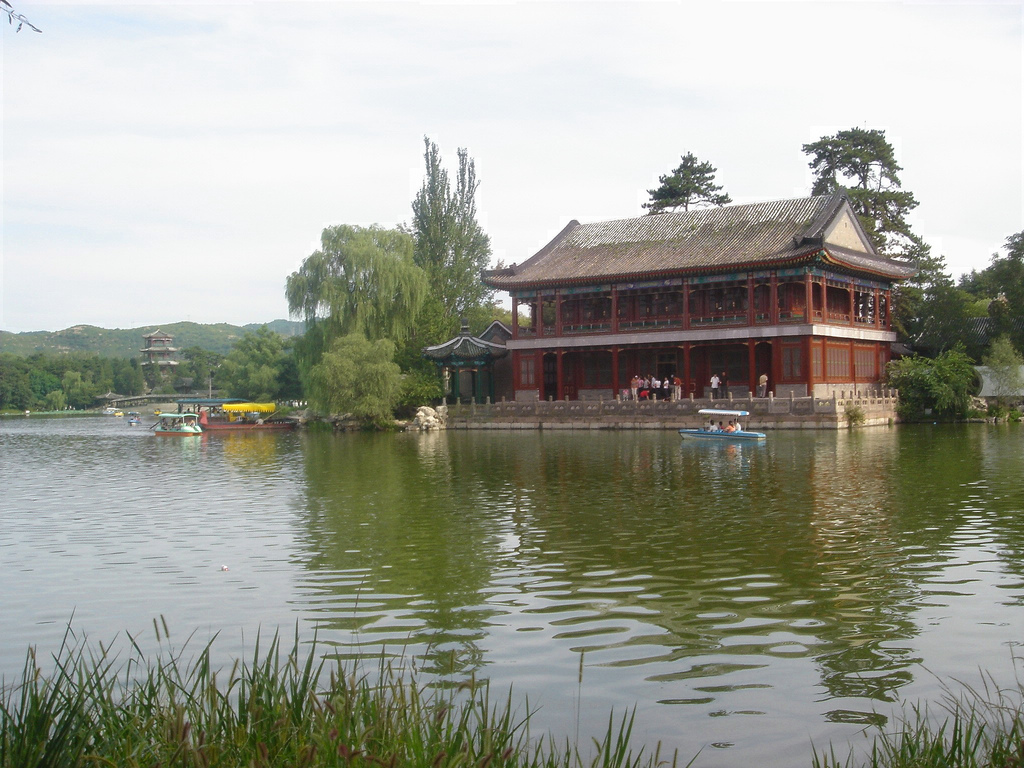
Yên Vũ lâu (烟雨楼)
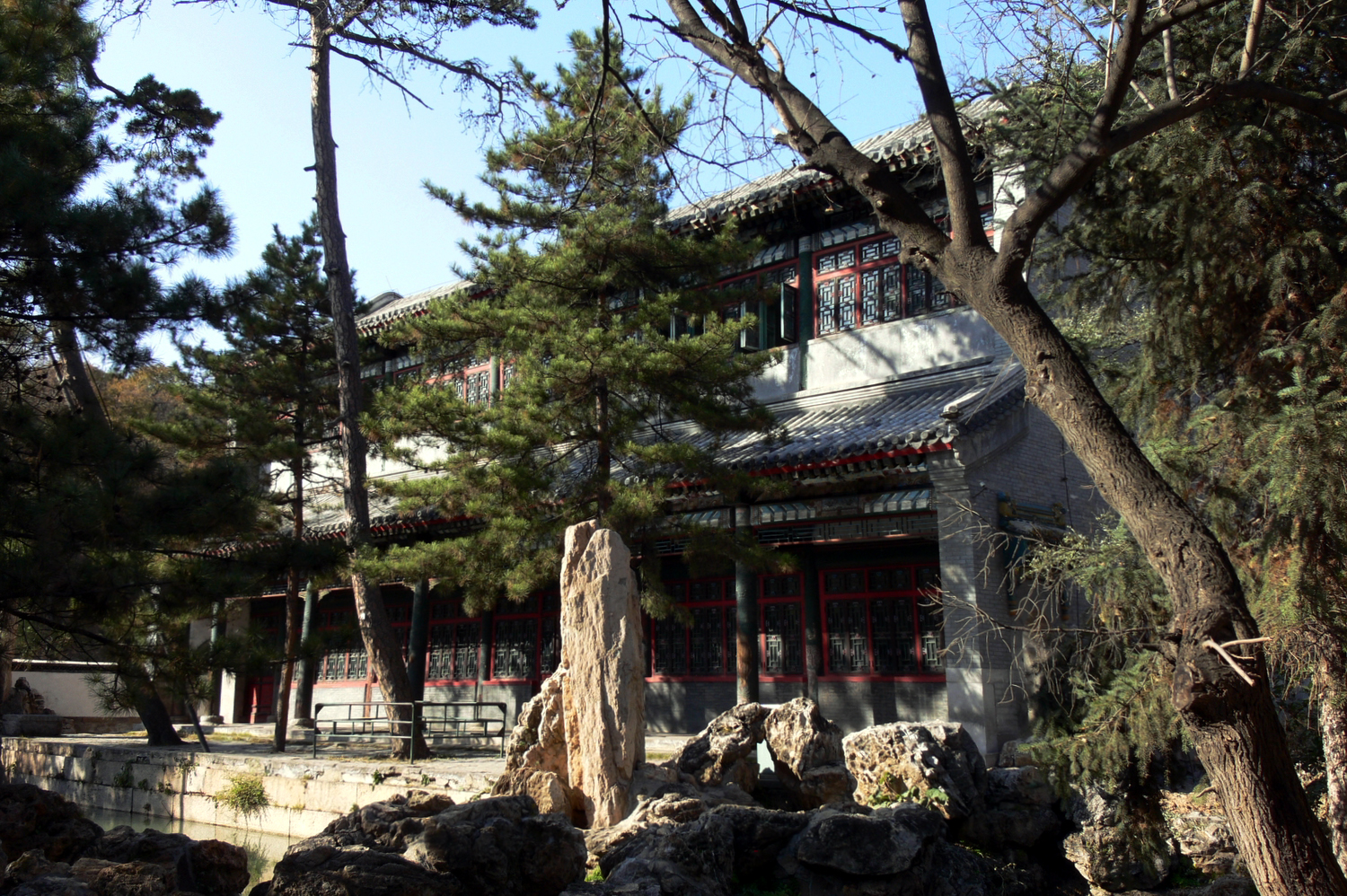
Văn Tân các (文津阁)
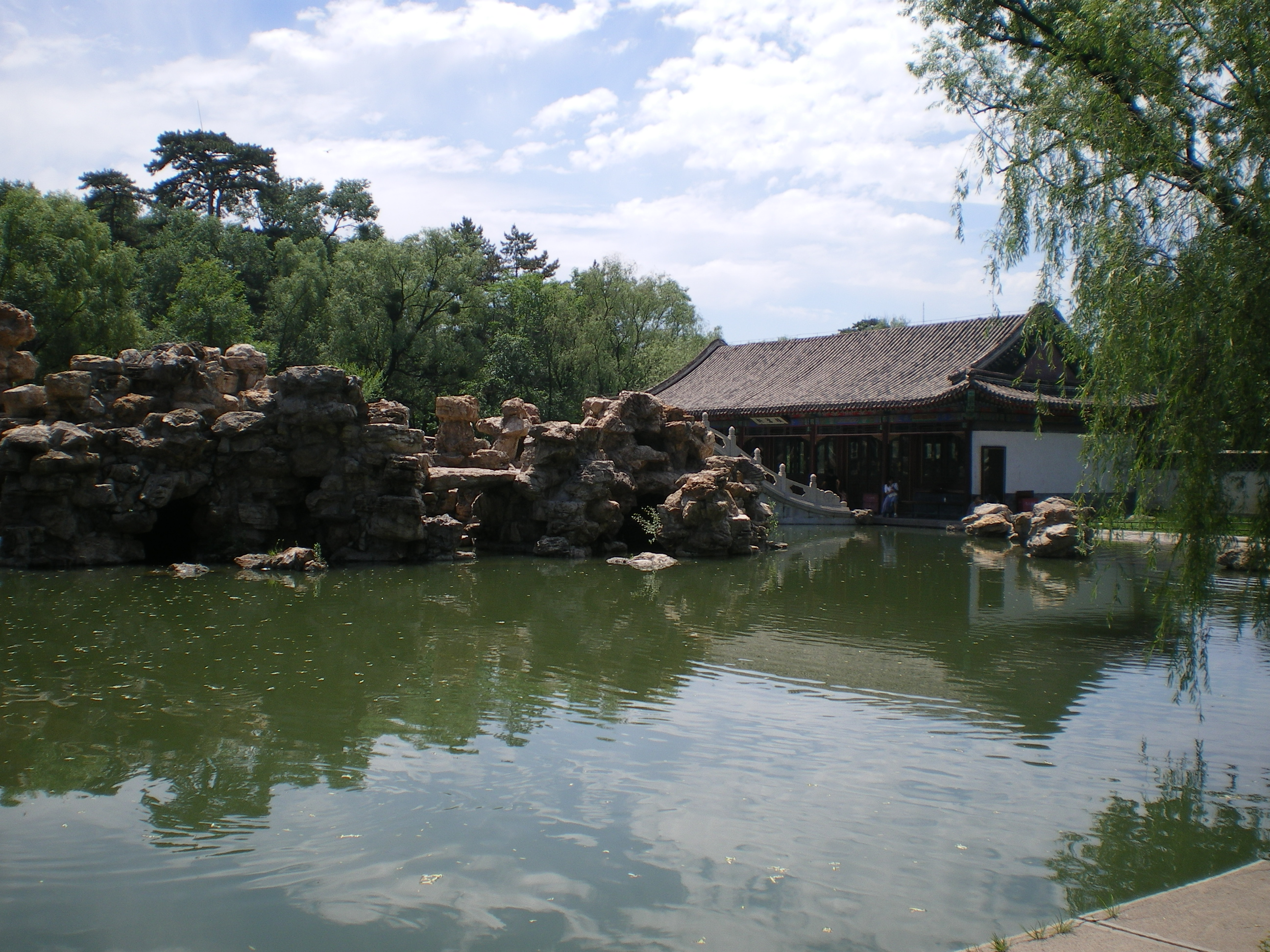
Văn viên Sư Tử lâm
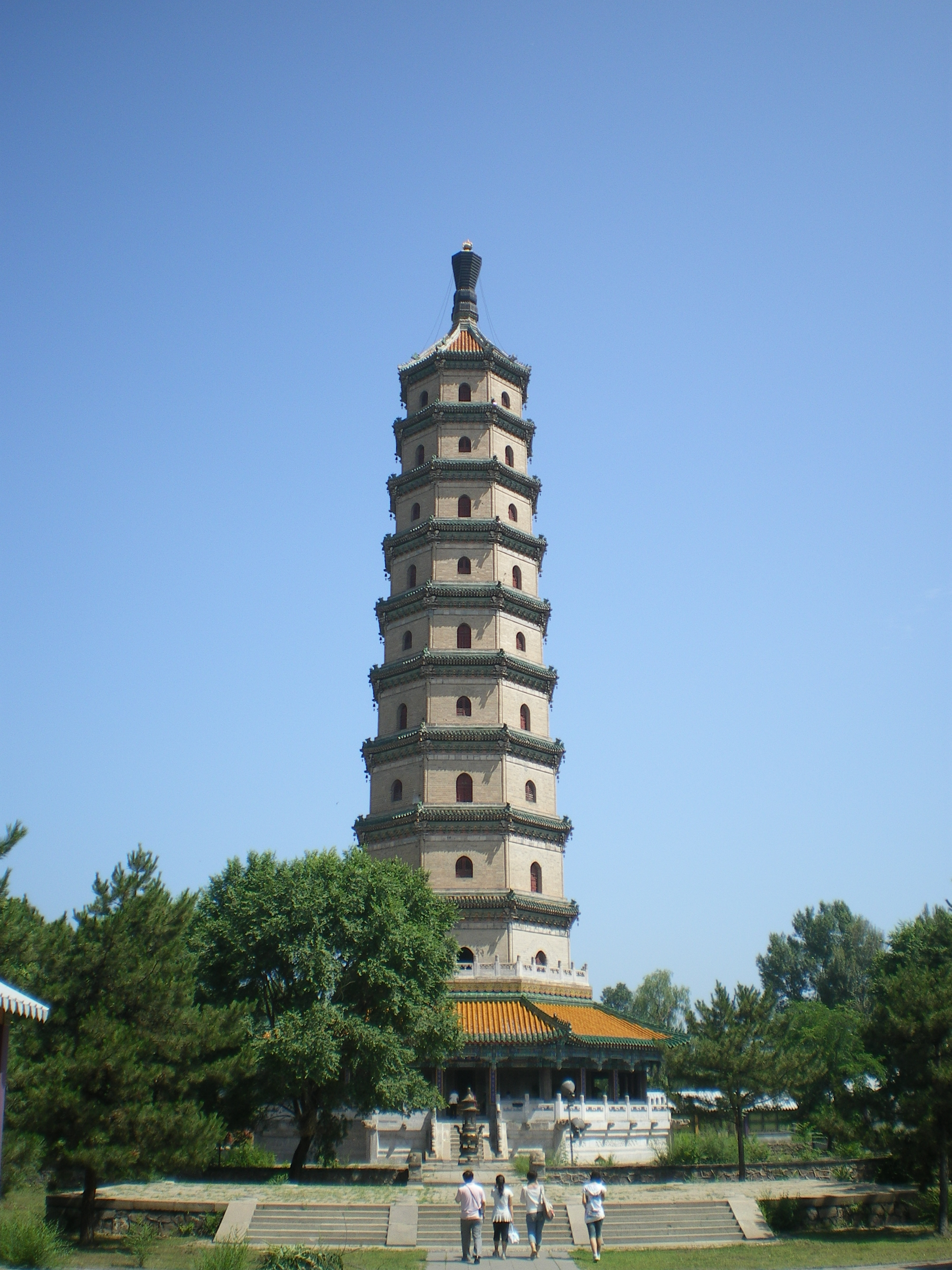
Tháp xá lợi chùa Vĩnh Hữu.